# مأموریت حمایت قاطع

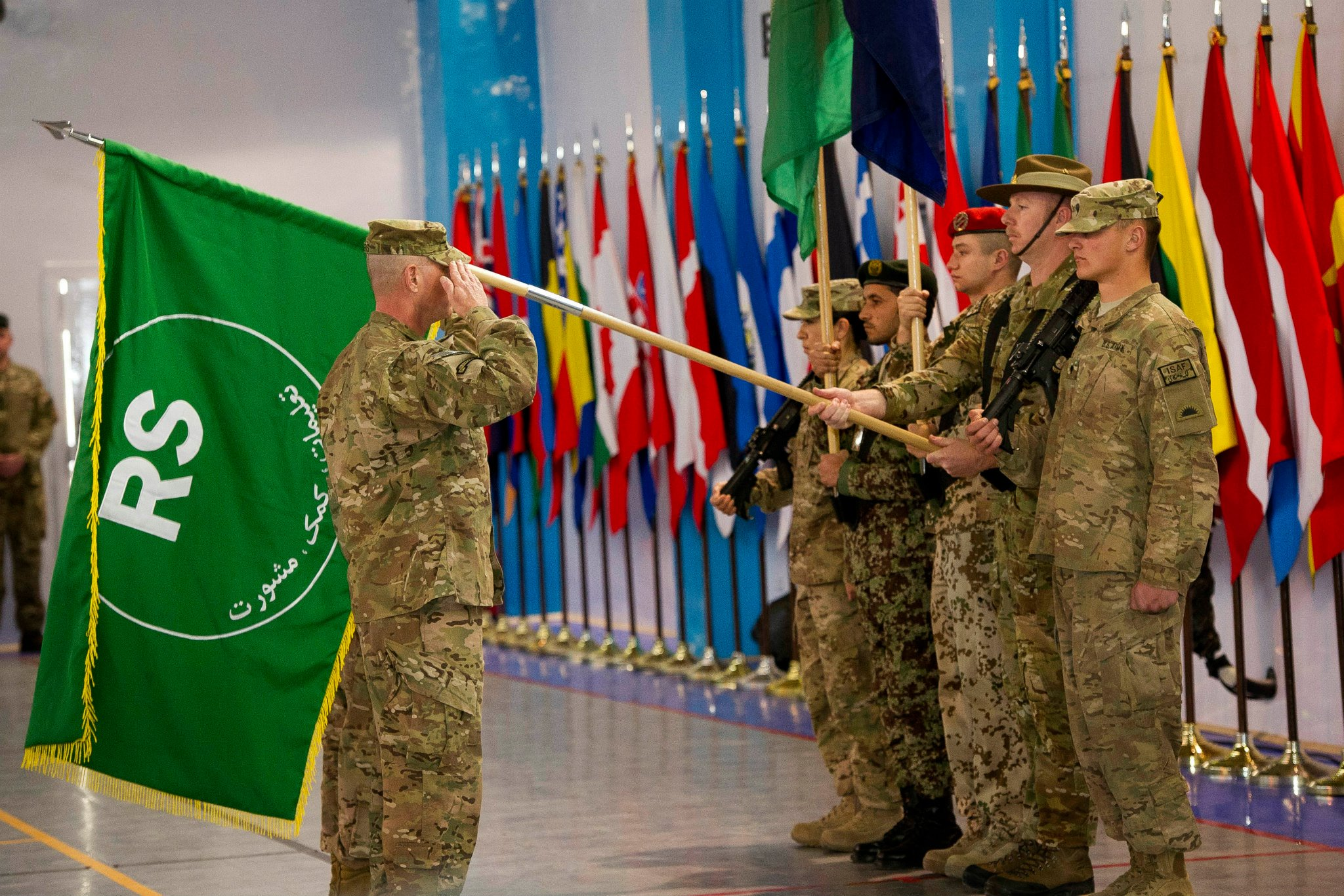
کابل، ۲۸ دسامبر، ۲۰۱۴:مراسم تغییر مأموریت از آیساف به RS

مأموریت حمایت قاطع (انگلیسی: Resolute Support Mission؛ (اختصاری RSM)؛ با شعار تعلیمات، کمک، مشورت) یک مأموریت چند ملیتی به رهبری ناتو در افغانستان بود. این مأموریت در ۱ ژانویه ۲۰۱۵ جایگزین آیساف آغاز شد که در ۲۸ دسامبر ۲۰۱۴ پایان یافته‌بود. بر اساس قطعنامه ۲۱۸۹ شورای امنیت در سال ۲۰۱۴، RSM یک مأموریت غیر جنگی بود که هدف آن مشاوره و آموزش نیروهای امنیتی افغانستان برای تأمین امنیت بلندمدت کشور، تحت موافقتنامه همکاری‌های درازمدت استراتژیک بین آمریکا و افغانستان بود. این قطعنامه در ابتدا قرار بود از ۱ ژانویه ۲۰۱۵ تا «پایان سال ۲۰۲۴ یا هر زمانی پس از آن» صورت پذیرد اما می‌توانست با یک هشدار قبلی دو ساله فسخ شود.
در اکتبر ۲۰۱۹، RSM بیشترین تعداد نیرو را داشت که تعداد آن ۱۷٫۱۷۸ سرباز در افغانستان بود. علاوه بر این، RSM در سال ۲۰۱۵ دارای ۴۲ کشور مشارکت‌کننده بود که آن را به اوج خود تبدیل کرد. ایالات متحده بزرگ‌ترین گروه را تشکیل می‌داد، در حالی که ایتالیا، آلمان و ترکیه نقش‌های اصلی را ایفا کردند. این مأموریت که نقشی موقت و انتقالی داشت، به تدریج نیروهای خود را که در ابتدای سال ۲۰۲۱ حدود ۱۰٫۰۰۰ نفر بودند، خارج کرد. در ۱۴ آوریل ۲۰۲۱ از طریق بیانیه وزیران شورای آتلانتیک شمالی، ناتو خروج نیروهای RSM را تا ۱ مه اعلام کرد، و این مأموریت رسماً در ۱۲ ژوئیه ۲۰۲۱ منحل شد. برخی از نیروهای باقی‌مانده به حضور نظامی خود در کشور ادامه دادند تا اینکه تا ۳۱ اوت ۲۰۲۱ همه آنها با بی‌نظمی از افغانستان خارج شدند.

## پایه و اساس حقوقی
اجرای این عملیات توسط وزرای خارجه کشورهای عضو ناتو و موافقت‌نامه وضعیت نیروها در اواخر ژوئن ۲۰۱۴ تصویب شد و توسط رئیس‌جمهور افغانستان محمد اشرف غنی و نماینده ارشد ملکی ناتو در افغانستان در کابل در ۳۰ سپتامبر ۲۰۱۴ به امضا رسید. شورای امنیت سازمان ملل متحد در حمایت از مأموریت جدید بین‌المللی در افغانستان قطعنامه شورای امنیت سازمان ملل متحد ۲۱۸۹ به اتفاق آرا به تصویب رساند.

## مسئولیت‌ها
مهم‌ترین فرق بین آیساف و RS در نحوه عملکرد آن در جنگ بود. این سازمان عمدتاً مسئول فراهم نمودن آموزش، مشاوره و کمک برای نیروهای امنیتی افغان و موسسات مربوط به آن بود و وظایف آن شامل اقدامات جنگی نبود. این سازمان به ۶ بخش تقسیم شده بود که به عنوان دستورات آموزش مشاوره و کمک (به انگلیسی: Train Advice Assist Commands) یا به صورت مخفف TAAC یاد می‌شد.
| بخش                             | فرمانده                 | کشور                | مرکز           |
| ------------------------------- | ----------------------- | ------------------- | -------------- |
| TAAC غرب                        | موریزیو آنگلو اسکاردینو | ایتالیا             | هرات           |
| TAAC شمال                       | آندرئاس هانه‌من          | آلمان               | مزار شریف      |
| TAAC جنوب                       | ویت زوان لونگ           | ایالات متحده آمریکا | فرودگاه قندهار |
| TAAC شرق                        | کریستوفر بنتلی          | ایالات متحده آمریکا | ولسوالی قرغه‌ای |
| TAAC مرکز                       | صفک گوک                 | ترکیه               | فرودگاه کابل   |
| TAAC هوایی (برای نیروهای هوایی) | مایکل راث‌اشتین          | ایالات متحده آمریکا | فرودگاه کابل   |

## کشورهای شامل

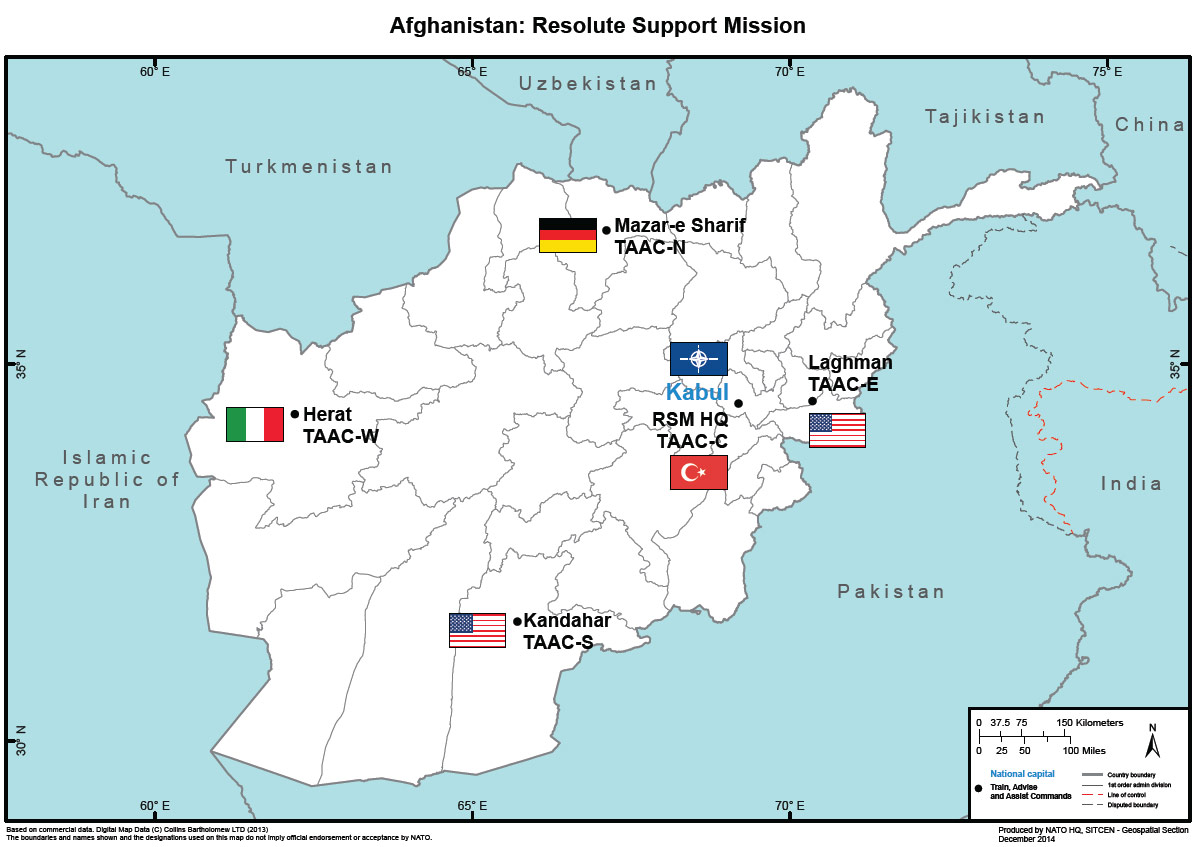
نقشه مأموریت حمایت قاطع که تقسیم مسئولیت‌ها بین متحدان را مستند می‌کند: TAAC – پایتخت، TAAC – شمال، TAAC – جنوب، TAAC – شرق، TAAC – غرب

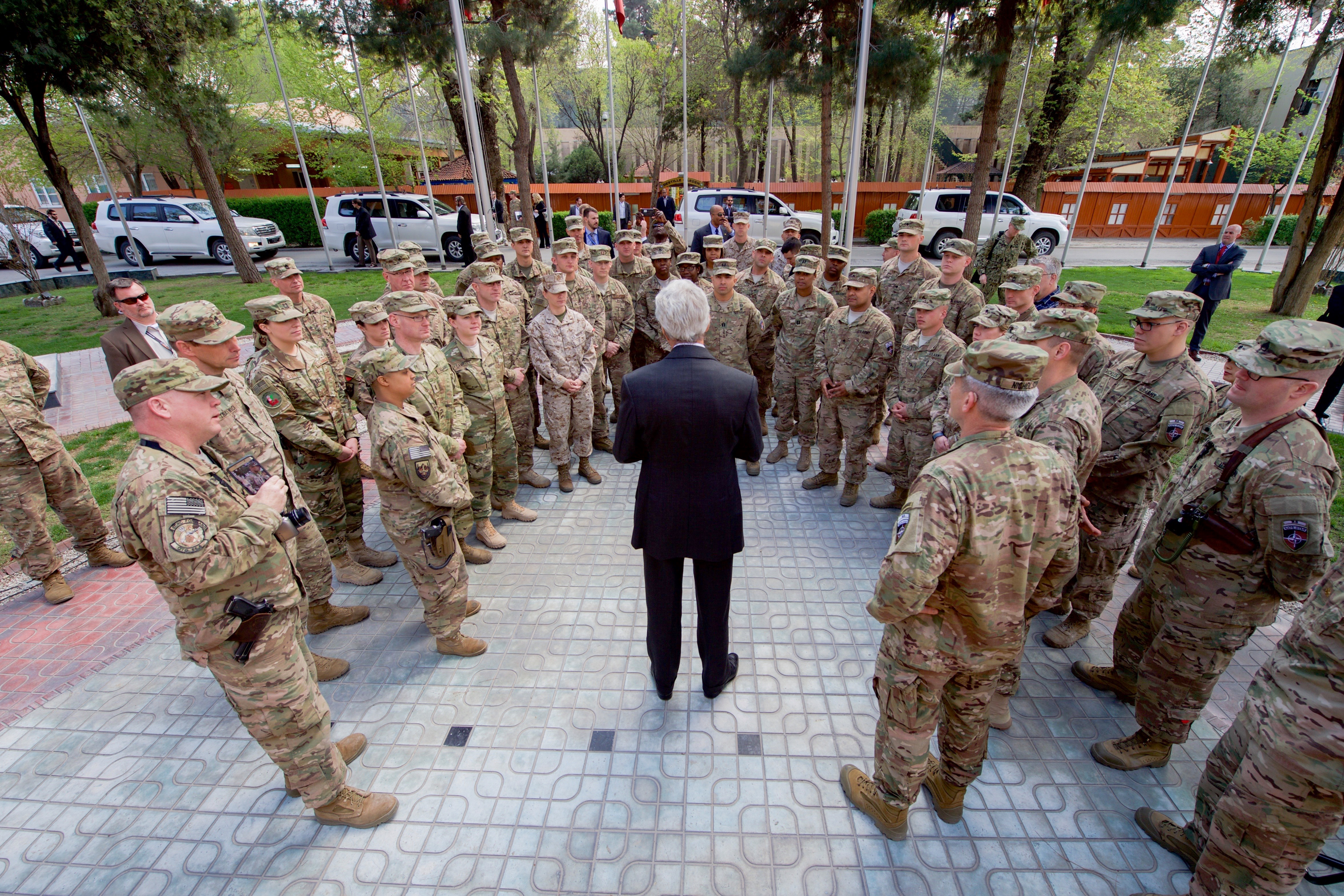
جان کری وزیر امور خارجه ایالات متحده با سربازان در مقر مأموریت حمایت قاطع در کابل، ۹ آوریل ۲۰۱۶ صحبت می‌کند.

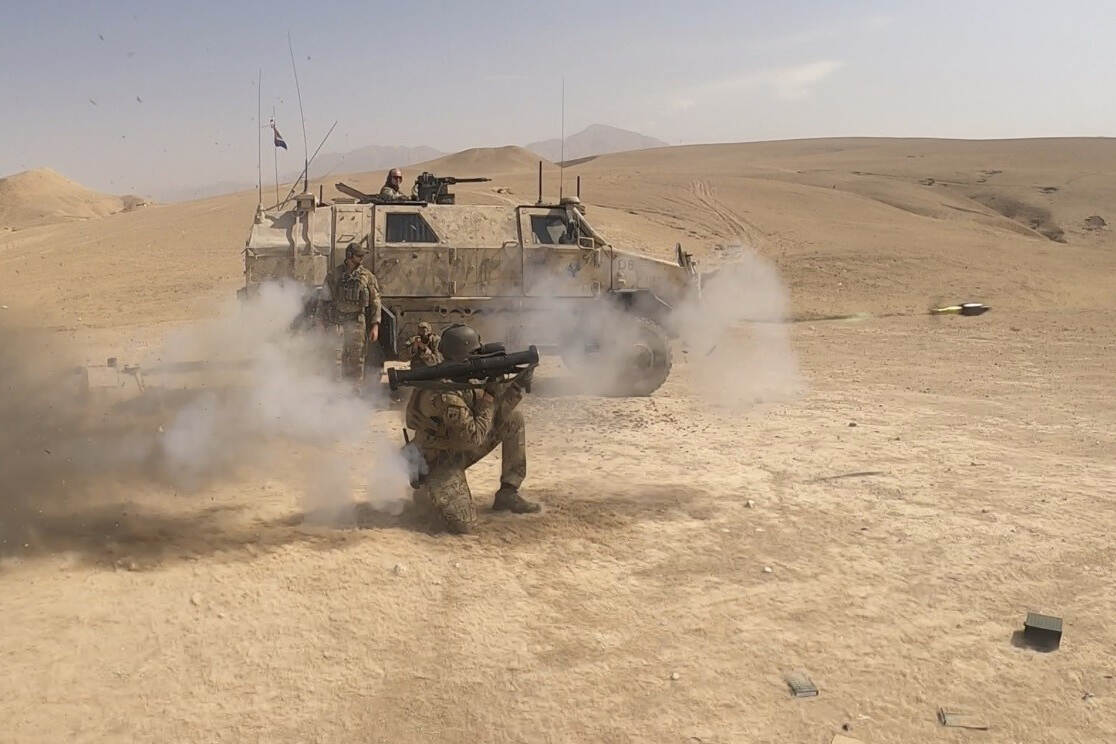
یک سرباز هلندی یک پنزرفاوست ۳ را در افغانستان شلیک می‌کند؛ ۳۰ سپتامبر ۲۰۲۰. بیش از ۱۰۰ پرسنل نیروهای مسلح هلند در مأموریت حمایت قاطع شرکت کردند.

از سال ۲۰۱۹، در میان نیروهای مشارکت کننده در این مأموریت، ۸٬۴۷۵ آمریکایی مشغول آموزش و کمک به نیروهای افغان بودند، تقریباً ۵٬۵۰۰ آمریکایی که در مأموریت‌های ضد تروریسم شرکت می‌کردند، ۸٬۶۷۳ سرباز متحد و ۲۷٬۰۰۰ پیمانکار نظامی.
نوع جدیدی از واحدهای آمریکایی، تیپ‌های کمک نیروی امنیتی، استقرار در افغانستان را برای حمایت از این مأموریت در فوریه ۲۰۱۸ آغاز کردند.
انگلستان در ژوئیه ۲۰۱۸ اعلام کرد که قصد دارد ۴۴۰ پرسنل انگلیسی دیگر را به افغانستان اعزام کند. حدود نیمی از پرسنل اضافی در اوت ۲۰۱۸ و نیمه دیگر در فوریه ۲۰۱۹ اعزام شدند. تعداد کل پرسنل انگلیس از ۶۵۰ نفر به ۱۰۹۰ نفر تا اوایل سال ۲۰۱۹ افزایش یافت.
کشورهایی که تا فوریه ۲۰۲۱ در افغانستان پرسنل داشتند (با آخرین آمار منتشرشده پیش از خروج) به شرح زیر است. این مأموریت در ۱۲ ژوئیه ۲۰۲۱ خاتمه یافت و تمام افراد نظامی به تدریج تا ۳۱ اوت ۲۰۲۱ از افغانستان خارج شدند.
| کشور                | تعداد افراد (سپتامبر ۲۰۲۱) | تعداد افراد (فوریه ۲۰۲۱) | تاریخ عقب‌نشینی  |
| ------------------- | -------------------------- | ------------------------ | --------------- |
| آلبانی              |                            | ۹۹                       | ۲۱ ژوئن ۲۰۲۱    |
| ارمنستان            |                            | ۱۲۱                      | ۴ مارس ۲۰۲۱     |
| استرالیا            |                            | ۸۰                       | ۱ ژوئیه ۲۰۲۱    |
| اتریش               |                            | ۱۶                       | ۱۸ ژوئن ۲۰۲۱    |
| جمهوری آذربایجان    |                            | ۱۲۰                      | ۲۶ اوت ۲۰۲۱     |
| بلژیک               |                            | ۷۲                       | ۱۴ ژوئن ۲۰۲۱    |
| بوسنی و هرزگوین     |                            | ۶۶                       | ۲۳ ژوئن ۲۰۲۱    |
| بلغارستان           |                            | ۱۱۷                      | ۲۴ ژوئن ۲۰۲۱    |
| کرواسی              |                            | ۱۰۷ (در فوریه ۲۰۲۰)      | ۱۳ سپتامبر ۲۰۲۰ |
| جمهوری چک           |                            | ۵۲                       | ۲۷ ژوئن ۲۰۲۱    |
| دانمارک             |                            | ۱۳۵                      | ۲۲ ژوئن ۲۰۲۱    |
| استونی              |                            | ۴۵                       | ۲۳ ژوئن ۲۰۲۱    |
| فنلاند              |                            | ۲۰                       | ۸ ژوئن ۲۰۲۱     |
| فرانسه              |                            | ۲۶۶                      | ۲۸ اوت ۲۰۲۱     |
| گرجستان             |                            | ۸۶۰                      | ۲۸ ژوئن ۲۰۲۱    |
| آلمان               |                            | ۱٬۳۰۰                    | ۲۹ ژوئن ۲۰۲۱    |
| یونان               |                            | ۱۱                       | ۴ ژوئیه ۲۰۲۱    |
| مجارستان            |                            | ۸                        | ۸ ژوئن ۲۰۲۱     |
| ایسلند              |                            | ۳ (در ژوئن ۲۰۱۹)         | تا اکتبر ۲۰۱۹   |
| جمهوری ایرلند       |                            | ۷ (در مارس ۲۰۱۶)         | ۶ مارس ۲۰۱۶     |
| ایتالیا             |                            | ۸۹۵                      | ۲۹ ژوئن ۲۰۲۱    |
| لتونی               |                            | ۲                        | ۳ ژوئیه ۲۰۲۱    |
| لیتوانی             |                            | ۴۰                       | اواخر ژوئن ۲۰۲۱ |
| لوکزامبورگ          |                            | ۲                        | ۱۹ مه ۲۰۲۱      |
| مغولستان            |                            | ۲۳۳                      | ۰۷ ژوئن ۲۰۲۱    |
| مونته‌نگرو           |                            | ۳۲                       | ۲۰۲۱            |
| هلند                |                            | ۱۶۰                      | ۲۴ ژوئن ۲۰۲۱    |
| نیوزیلند            |                            | ۶                        | ۲۹ مارس ۲۰۲۱    |
| مقدونیه شمالی       |                            | ۱۷                       | ۲۹ ژوئن ۲۰۲۱    |
| نروژ                |                            | ۱۰۱                      | ۲۶ ژوئن ۲۰۲۱    |
| لهستان              |                            | ۲۹۰                      | ۳۰ ژوئن ۲۰۲۱    |
| پرتغال              |                            | ۱۷۴                      | ۲۳ مه ۲۰۲۱      |
| رومانی              |                            | ۶۱۹                      | ۲۶ ژوئن ۲۰۲۱    |
| اسلواکی             |                            | ۲۵                       | ۱۶ ژوئن ۲۰۲۱    |
| اسلوونی             |                            | ۶                        | ۲۰ مه ۲۰۲۱      |
| اسپانیا             |                            | ۲۴                       | ۱۳ مه ۲۰۲۱      |
| سوئد                |                            | ۱۶                       | ۲۵ مه ۲۰۲۱      |
| ترکیه               |                            | ۶۰۰                      | ۲۷ اوت ۲۰۲۱     |
| اوکراین             |                            | ۱۰                       | ۵ ژوئن ۲۰۲۱     |
| بریتانیا            |                            | ۷۵۰                      | ۲۸ اوت ۲۰۲۱     |
| ایالات متحده آمریکا |                            | ۳٬۵۰۰                    | ۳۰ اوت ۲۰۲۱     |
| مجموع               | ۰                          | ۱۰٬۶۲۴                   |                 |